# Lista miniștrilor agriculturii (România)
Până în anul 1883, serviciile agriculturii, industriei și comerțului au făcut parte din Ministerul Lucrărilor Publice, iar Administrația domeniilor și pădurilor statului făcea parte din Ministerul de Finanțe, în temeiul legii de organizare a acestui minister, din anul 1972

## Ministerul Agriculturii, Industriei, Comerțului și Domeniilor (1893-1909)
Prima denumire a ministerului a fost Ministerul Agriculturei, Industriei, Comerciului și Domeniilor, sub care a funcționat până în anul 1909.
- Ioan Câmpineanu,	1 aprilie 1883 - 2 februarie 1885
- Anastase Stolojan,	2 februarie 1885 - 16 octombrie 1886
- Ioan C. Brătianu (ad-interim),	16 octombrie 1886 - 29 aprilie 1887
- Vasile Gheorghian,	29 aprilie 1887 - 1 martie 1888
- Nicolae Gane,	1 martie 1888 - 23 martie 1888
- Titu Maiorescu (ad-interim),	23 martie 1888 - 4 iunie 1888
- Petre Carp,	4 iunie 1888 - 12 noiembrie 1888
- Alexandru N. Lahovari,	12 noiembrie 1888 - 29 martie 1889
- Grigore Păucescu,	29 martie 1889 - 16 noiembrie 1890
- Alexandru Marghiloman,	16 noiembrie 1890 - 21 februarie 1891
- Ilariu Isvoranu,	21 februarie 1891 - 3 noiembrie 1891
- Alexandru Vericeanu,	3 noiembrie 1891 - 27 noiembrie 1891
- Gheorghe Manu,	27 noiembrie 1891 - 18 decembrie 1891
- Petre Carp,	18 decembrie 1891 - 1894

## Ministerul Agriculturii și Domeniilor (1909-1948)
În anul 1909 ministerul s-a scindat în două: Ministerul Agriculturii și Domeniilor și Ministerul Industriei și Comerțului

## Ministerul Agriculturii (1948-1971)
În anul 1948, autoritățile comuniste îi schimbă denumirea în Ministerul Agriculturii.

## Ministerul Agriculturii, Industriei Alimentare, Silviculturii și Apelor (1971-1972)
În anul 1971 are loc o reformă a administrației de stat, prin comasarea unor ministre și agenții, rezultând Ministerul Agriculturii, Industriei Alimentare, Silviculturii și Apelor.

## Ministerul Agriculturii, Industriei Alimentare și Apelor (1972-1979)
În 1972 ministerul s-a scindat în Ministerul Economiei Forestiere și Materialelor de Construcții și Ministerul Agriculturii, Industriei Alimentare și Apelor.

## Ministerul Agriculturii și Industriei Alimentare (1979-1990)
În 1979 ministerul este reorganizat ca Ministerul Agriculturii și Industriei Alimentare, denumire sub care va funcționa până la sfârșitul perioadei comuniste.